# Gary Sánchez
Gary Sánchez (ur. 2 grudnia 1992) – dominikański baseballista występujący na pozycji łapacza w New York Yankees.

## Przebieg kariery
W lipcu 2009 podpisał kontrakt jako wolny agent z organizacją New York Yankees. Zawodową karierę rozpoczął w 2010 w GCL Yankees (poziom Rookie), następnie grał w Staten Island Yankees (Class A-Short Season). W 2011 występował w Charleston RiverDogs (Class A), a w sezonie 2011/2012 w lidze dominikańskiej w zespole Leones del Escogido.
W 2012 grał w Charleston RiverDogs oraz w Tampa Yankees (Class A-Advanced). Sezon 2013 rozpoczął od występów w zespole z Tampy i po rozegraniu 94 meczów, w których zdobył 13 home runów i zaliczył 61 RBI przy średniej 0,254, 3 sierpnia został przesunięty do Trenton Thunder (Double-A). W październiku i listopadzie rozegrał 12 spotkań w Toros del Este występującym w lidze dominikańskiej. Sezon 2014 spędził w Trenton Thunder, a 12 lipca 2015 reprezentował klub w All-Star Futures Game. 18 lipca 2015 otrzymał promocję do zespołu Triple-A Scranton/Wilkes-Barre RailRiders i tego samego dnia zaliczył debiut w meczu przeciwko Louisville Bats, w którym zdobył home runa w pierwszym podejściu do odbicia.
Debiut w Major League Baseball zanotował 3 października 2015 w meczu z Baltimore Orioles jako pinch hitter. Sezon 2016 rozpoczął od występów w RailRiders, jednak 13 maja został powołany na jeden mecz MLB, gdzie w czterech podejściach nie zaliczył żadnego odbicia. Dzień później został odesłany do RailRiders, a w lipcu został ponownie wybrany do składu World na mecz All-Star Futures Game.
Po raz kolejny do składu New York Yankees został powołany 3 sierpnia 2016 i tego samego dnia w meczu przeciwko New York Mets zaliczył pierwsze odbicie w MLB. 10 sierpnia w spotkaniu z Boston Red Sox rozegranym na Fenway Park zaliczył cztery odbicia na pięć podejść, w tym pierwszego home runa w MLB. W sierpniu 2016 w 24 meczach uzyskał średnią 0,389, zdobył 11 home runów, zaliczył 21 RBI i został wybrany najlepszym zawodnikiem i najlepszym debiutantem miesiąca w American League.
W lipcu 2017 został  po raz pierwszy w karierze wybrany do składu na Mecz Gwiazd MLB, a także po raz pierwszy zdobył Silver Slugger Award

## Nagrody i wyróżnienia
| Nagroda/wyróżnienie  | Lata       | Źródło       |
| 2× All-Star          | 2017, 2019 | [ 1 ] [ 10 ] |
| Silver Slugger Award | 2017       | [ 11 ]       |